# David Amiel
Pour les articles homonymes, voir Amiel.
David Amiel, né à Paris le 28 novembre 1992, a été un conseiller politique auprès d'Emmanuel Macron. Il est député de la 13e circonscription de Paris depuis juin 2022.

## Biographie
David Amiel, né à Paris le 28 novembre 1992, suit ses études secondaires  au sein du lycée Louis-le-Grand. Après son baccalauréat, il rejoint le lycée Henri-IV en hypokhâgne, puis l'École normale supérieure (promotion 2011), et enfin l’université de Princeton, aux États-Unis,.
En 2015, il travaille comme stagiaire dans l'équipe du ministre de l'Économie et des Finances, Emmanuel Macron.
De mai 2017 à mars 2019, David Amiel est un des conseillers d’Emmanuel Macron au palais de l'Élysée au côté d'Alexis Kohler, secrétaire général de la présidence. Il y contribue à la coordination entre les conseillers techniques. Il démissionne de ce poste pour assurer la promotion de son essai Le progrès ne tombe pas du ciel écrit avec Ismaël Emelien. Ils y analysent ce qu'ils appellent la « société de la frustration » et la « sécession des classes populaires » et proposent une théorisation de ce qu'ils nomment le « progressisme », présenté par eux comme la seule réponse possible au populisme. L'ouvrage se veut être la « colonne vertébrale idéologique » du macronisme. Cet essai, vendu à 3 700 exemplaires, est accueilli sévèrement par la critique qui regrette son manque de fond intellectuel et déplore la prédominance de sa tendance propagandiste en faveur de l'action du Président Emmanuel Macron,.
En 2019, il rejoint l'équipe de Benjamin Griveaux en vue des élections municipales de 2020 à Paris. Après la défaite de la majorité présidentielle dans la capitale, il siège dans l'opposition comme conseiller du 15e arrondissement. Il s'oppose à la Tour Triangle, milite pour l'ouverture de la rue du Commerce le dimanche et travaille sur les problèmes de sécurité dans le quartier de Beaugrenelle.
Professionnellement, il intègre épisodiquement le groupe La Poste, y restant moins d'un an pour rejoindre de nouveau l'entourage d'Emmanuel Macron où il participe au pilotage du programme du président candidat à l’élection présidentielle 2022.
Lors des élections législatives de 2022, il est candidat dans la 13e circonscription de Paris sous l'étiquette Ensemble. Arrivé en tête au premier tour, il est élu député au second tour avec 59,86 % des suffrages face à la candidate de la NUPES Aminata Niakaté.
Il se représente lors des élections législatives de 2024, toujours dans la 13e circonscription de Paris sous l'étiquette Ensemble. Il arrive en tête au premier tour face à Aminata Niakaté, candidate Nouveau Front Populaire, et est finalement réélu avec 55,76 % des suffrages.

## Résultats électoraux

### Élections législatives
| Année | Parti et coalition | Parti et coalition | Circonscription | 1er tour | 1er tour | 1er tour | 2d tour | 2d tour | 2d tour |
| Année | Parti et coalition | Parti et coalition | Circonscription | Voix     | %        | Rang     | Voix    | %       | Issue   |
| ----- | ------------------ | ------------------ | --------------- | -------- | -------- | -------- | ------- | ------- | ------- |
| 2022  |                    | LREM (ENS)         | 13e de Paris    | 16 267   | 38,07    | 1er      | 23 982  | 59,86   | Élu     |
| 2024  |                    | RE (ENS)           | 13e de Paris    | 21 698   | 38,85    | 1er      | 27 970  | 55,76   | Élu     |

## Ouvrage
Avec Ismaël Emelien, Le progrès ne tombe pas du ciel, Paris, Fayard, 2019  (ISBN 978-2-2137-1274-1).